# Metal Edge
Metal Edge era una revista que cubría la música heavy metal publicada por Zenbu Media. La revista fue fundada en el verano de 1985, durante el apogeo del éxito del glam metal. Zenbu Media adquirió Metal Edge en febrero de 2007.
Tanto Metal Edge como su publicación hermana, Metal Maniacs, cesaron sus operaciones en 2009.
Mientras que su publicación hermana, Metal Maniacs se centró más en subgéneros extremos del heavy metal como el thrash metal y el death metal, Metal Edge se centró más en el glam metal y el heavy metal tradicional.
En marzo de 2019, se realizaron publicaciones y un nuevo logotipo en la página de Facebook de Metal Edge, lo que indica que la revista podría regresar en un futuro cercano. Según la página, la revista es propiedad de To11 Media a partir de 2019.